# Schmeermühle
Schmeermühle ist ein Gemeindeteil der Stadt Schillingsfürst im Landkreis Ansbach (Mittelfranken, Bayern). Schmeermühle liegt in der Gemarkung Schillingsfürst.

## Geografie
Die Einöde liegt an der Wörnitz. Im Westen grenzt ein Gewerbegebiet an. 1 km östlich erhebt sich der Galgenberg (519 m ü. NHN). Ein Anliegerweg führt zur Staatsstraße 2246 (0,1 km westlich), die Schillingsfürst unmittelbar südlich tangiert.

## Geschichte
Mit dem Gemeindeedikt (frühes 19. Jahrhundert) wurde die Schmeermühle dem Steuerdistrikt und der Munizipalgemeinde Schillingsfürst zugewiesen.

## Einwohnerentwicklung
| Jahr      | 001818 | 001840 | 001871 | 001885 | 001900 | 001925 | 001950 | 001961 | 001970 | 001987 |
| Einwohner | 6      | 6      | 5      | 4      | *      | *      | *      | *      | 7      | 6      |
| Häuser    | 1      | 1      |        | 1      | *      | *      | *      | *      |        | 1      |
| Quelle    | [ 7 ]  | [ 8 ]  | [ 9 ]  | [ 10 ] | [ 11 ] | [ 12 ] | [ 13 ] | [ 14 ] | [ 15 ] | [ 1 ]  |

## Religion
Der Ort ist seit der Reformation evangelisch-lutherisch geprägt und bis heute nach St. Kilian (Schillingsfürst) gepfarrt. Die Einwohner römisch-katholischer Konfession sind nach Kreuzerhöhung (Schillingsfürst) gepfarrt.